# Colomastix pusilla
Colomastix pusilla is een vlokreeftensoort uit de familie van de Colomastigidae. De wetenschappelijke naam van de soort is voor het eerst geldig gepubliceerd in 1861 door Grube.